# Société sans État
Une société sans État est une société qui n'est pas gouvernée par un État. Ce type de société est notamment défendu par le mouvement anarchiste, partisan d'une démocratie directe intégrale, sans gouvernants, dans laquelle le peuple vote directement les lois par référendum, les élabore dans le cadre de l'initiative populaire et les fait appliquer grâce au mandat impératif révocable et à des forces de sécurité dont les officiers sont élus. Une société sans État est également revendiquée par les marxistes comme étant la phase finale (qualifiée de « supérieure ») de la société communiste faisant suite au dépérissement de l'État rendu graduellement inutile par la dictature du prolétariat.
Peu de sociétés sans État existent aujourd'hui. Les peuples isolés peuvent être considérées de facto comme des sociétés sans État, ignorant les États qui ont une autorité de jure sur leur territoire. On parle dans ce cas plus précisément de société non étatique primitive. 
Dans certaines régions les autorités étatiques peuvent être très faibles et n'exercent peu ou pas de pouvoir réel. Au cours de l'histoire la plupart des peuples sans État ont été intégrés dans les sociétés étatiques les environnant. Dans ces sociétés l'autorité est peu centralisée, la plupart des postes d'autorité qui existent sont très limités en termes de pouvoir politique ou ne sont pas occupés de manière permanente. Les organismes sociaux qui résolvent des différends grâce à des règles prédéfinies tendent à être réduits. Leur forme est ainsi très variable dans leur organisation économique et leurs pratiques culturelles.

## Peuples préhistoriques
En archéologie, anthropologie culturelle et histoire, une société sans État désigne une communauté humaine peu complexe sans État, comme une société tribale, un clan, une chefferie. Le critère principal de « complexité » est le point où une division du travail a lieu de telle sorte que beaucoup de gens sont en permanence « spécialisés » dans des formes particulières de production ou d'autres activités et dépendent des autres pour les biens et services par le biais du commerce ou d'obligations réciproques sophistiqués régies par les coutumes et les lois. Un critère supplémentaire est la taille de la population: plus elle est importante, plus les relations entre les membres comptent[réf. nécessaire]. 
Des preuves des plus anciennes cités-États ont été trouvées dans l'ancienne Mésopotamie vers 3700 av. J.-C.[réf. nécessaire], ce qui suggère que l'histoire de l'État a en vérité moins de 6 000 ans, donc pour la plupart de la préhistoire humaine l'État n'existait pas. Comme l'Homo sapiens existe depuis environ 200 000 ans, cela implique que les sociétés organisées en États ont existé pendant au plus 3 % de toute l'histoire humaine[réf. nécessaire]. 
L'anthropologue Robert L. Carneiro (en) commente:
« Pour 99,8 pour cent de l'histoire humaine les gens vivaient exclusivement en bandes autonomes et dans des villages. Au début du paléolithique, le nombre de ces unités politiques autonomes devait être réduit, mais à partir de 10000 av. J.-C. il avait augmenté à environ 600 000. Puis l'agrégation supra-villageoise commença pour de bon et en à peine trois millénaires les unités politiques autonomes du monde ont chuté de 600 000 à 157. À la lumière de cette tendance, la baisse continue de 157 à 1 semble non seulement inévitable, mais à portée de main. »

## Société non étatique primitive
La société non étatique primitive est un concept sociologique élaboré par Pierre Clastres. C'est un type de société sans État, contre l'État et qui réside dans la relation commandement-obéissance. Toutefois, il y a l'idée de pouvoir politique,,. En s'inspirant des sociétés primitives sud-américaines, les indiens d'Amérique, il définit cette notion par l'absence de stratification sociale et d'autorité du pouvoir. C'est dans la société que réside le pouvoir et non pas par le chef. Il y a ici un refus de l'autorité. On doit se soumettre au groupe, on perd alors toute liberté. C'est la tradition qui incarne l'autorité,,,. Pour Clastres, dans son essai La Société contre l'État, la caractérisation de certaines sociétés comme marquées par l'absence d'État est un jugement de valeur ethnocentriste,,.

## Sources